# Чарівна наречена
Чарівна наречена (Наречена-помічниця, Хитра дівчина, Наречена-чарівниця) - героїня в російських чарівних казках, що володіє розумом, хитрістю, а часто володіє чарами. Звичайно є дочкою ворога героя, що примушує його виконувати завдання або розгадувати загадки, які сама розгадує. З тієї ж серії сюжет, коли герой, порушує заборону нареченої та дізнався її таємницю, втрачає її і вимушений її шукати. Є сильним варіантом жіночої героїні.

Фігури, що відповідають цьому типу:
- Василіса Премудра
- Василіса Прекрасна (казка Василіса Прекрасна)
- Царівна-жаба